# Жадовська Юлія Валер'янівна
Жадо́вська Юлія Валер'янівна (нар. 29 квітня (11 липня) 1824, село Суботіно Ярославської губернії — 28 липня (9 серпня) 1883, село Толстиково Костромської губернії) — російська письменниця. З Жадовською був знайомий Т. Шевченко.

## Біографія
Народилася з вадами рук — без кисті на лівій руці і лише з трьома пальцями на правій руці. Рано втратила матір, виховувалася у бабці, потім у тітки А. Корнилової, що любила літературу і друкувала свої статті й вірші у російських виданнях 20- років 19 століття. Потім виховувалася у пансіоні Прибиткової в Костромі, де успіхами у словесності звернула на себе увагу П. Перевлесського, що викладав цей предмет.
Вони планували одружитися, однак батько Жадовської не дозволив їй одружитися з колишнім семінаристом. Жадовська переїхала до батька у Ярославль, де їй доводилося навчатися тайкома від нього. Дізнавшись про її поетичні спроби, батько відвіз Жадовську у Москву і Петербург, де вона познайомилася з багатьма письменниками і видавцями. 1846 року Жадовська видала свої вірші, які зробили її відомою у літературних колах.
1862 року вона одружлася з літнім доктором К. Севеним аби позбутися опіки свого батька. У 1860-х роках, після виходу кількох прозових творів, що не мали успіху, Жадовська припинла літературну діяльність.
Тарас Шевченко познайомився з Жадовською у графині Анастасії Толстої, слухав її вірші. Шевченко зробив запис у «Щоденнику» за 13.IV 1858 стосовно цієї зустрічі: «Слушал стихотворения Юлии Жадовской. Жалкая, бедная девушка».
Вірші Ю. Жадовської українською перекладав П. Грабовський.